# Deutscher Fußball-Verband der DDR
Deutscher Fußball-Verband der DDR (förkortas DFV) var åren 1958–1990 det dåvarande Östtysklands fotbollsförbund. Det grundades 17 maj 1958.
År 1982 hade förbundet 4 981 klubbar, 557 055 registrerade spelare och 18 067 domare.
DFV skapades i DDR sedan man inte kunnat få ett gemensamt tyskt fotbollsförbund efter delningen av Västtyskland och Östtyskland. I samband med Tysklands återförening i oktober  1990 uppgick DFV i DFB. Det regionala förbundet, Nordostdeutscher Fußballverband, som är en del av DFB kan ses som en efterträdare till DFV.

### Fotnoter
1. ↑  ”Deutsche Fussballverbände bis 1933” (på tyska). Fußball. Arkiverad från originalet den 13 september 2018. https://web.archive.org/web/20180913002355/http://www.fussball-historie.de/Verbaende.html. Läst 10 september 2018.